# Ensayo de eclosión

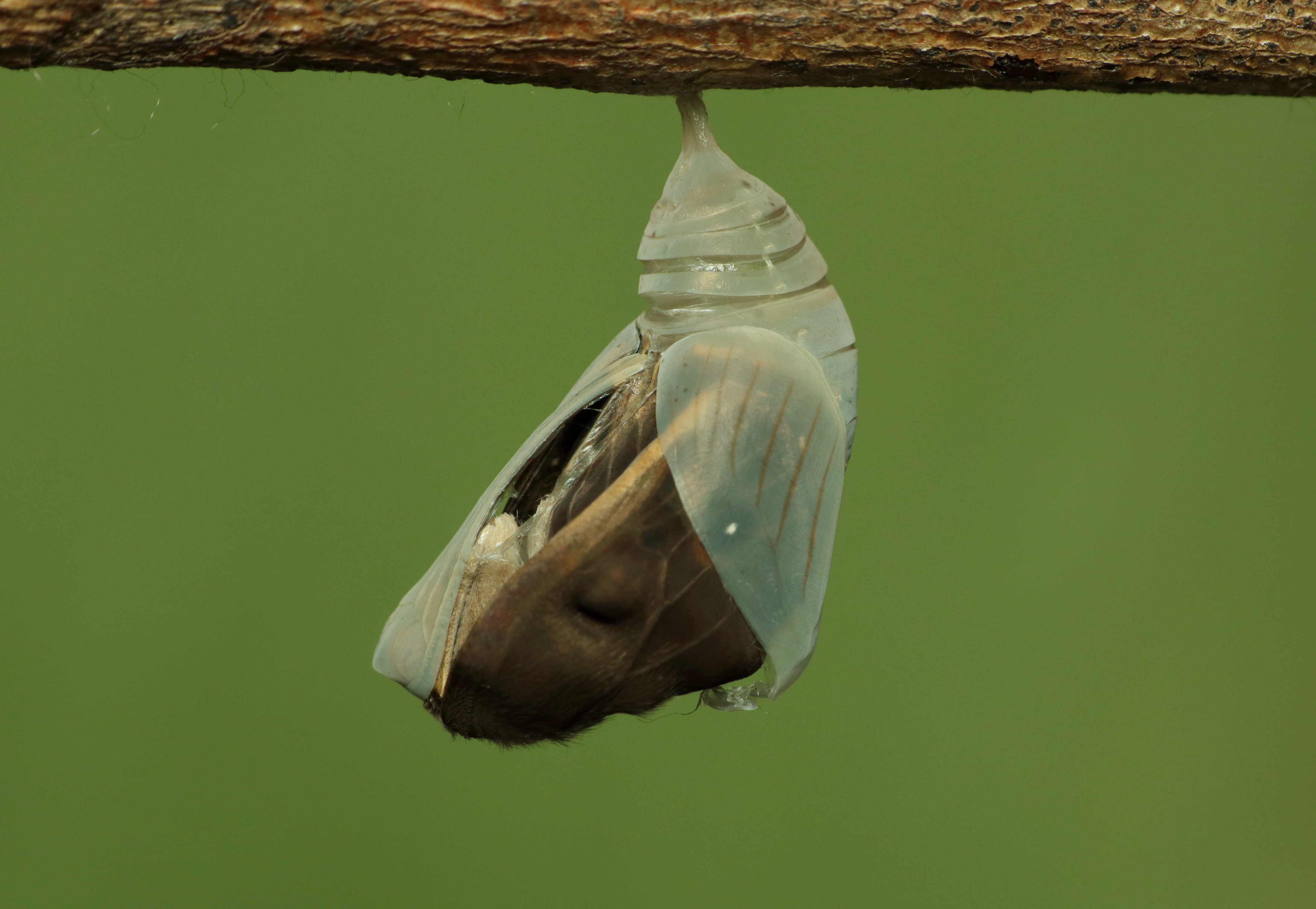
La eclosión (el proceso durante el cual los insectos emergen de sus pupas) está regulada por relojes circadianos. Así, los cronobiólogos utilizan diferentes ensayos para medir el tiempo de eclosión y los ritmos circadianos en los insectos.

Los ensayos de eclosión son procedimientos experimentales utilizados para estudiar el proceso de eclosión en los insectos, en particular en el organismo modelo drosophila (mosca de la fruta). La eclosión es el proceso por el que un insecto adulto emerge de su envoltura pupal, o un insecto larvario eclosiona de su huevo. En los insectos holometábolos, el reloj circadiano regula el momento de la eclosión de los adultos. El ritmo diario de eclosión de los adultos en estos insectos fue uno de los primeros ritmos circadianos que se investigaron. El reloj circadiano de estos insectos impone un patrón diario de aparición al permitir o desencadenar la eclosión durante periodos de tiempo específicos e impedir la aparición durante otros periodos.
El propósito de un ensayo de eclosión es contar el número de moscas que emergen a lo largo del tiempo en una población en desarrollo, lo que proporciona información sobre el reloj circadiano en la drosófila manipulada experimentalmente. Por ejemplo, con un monitor de eclosión, los científicos pueden estudiar cómo la eliminación de un determinado gen cambia la expresión del comportamiento del reloj biológico de una drosófila. Además, el ritmo circadiano de la eclosión de los insectos adultos fue uno de los primeros fenómenos cronobiológicos que se examinaron, lo que tuvo un impacto significativo en el campo de la cronobiología por sus contribuciones a la comprensión de la compensación de temperatura, las curvas de respuesta de fase y las reacciones a los fotoperiodos esqueléticos. El ensayo de eclosión constituye una herramienta vital para los investigadores que se adentran en los estudios de cronobiología.

## Bang box
La bang box es el primer ensayo experimental desarrollado para medir la eclosión en moscas de la fruta. El primer modelo de la bang box se desarrolló en un laboratorio de la Universidad de Princeton, principalmente acreditado a Colin Pittendrigh, para medir el tiempo en que los drosofílidos adultos emergían de las poblaciones de pupas en un entorno controlado de luz y temperatura. Este modelo original funciona fijando las pupas en cajas de plástico cuya temperatura puede controlarse. Las pupas se recogen y se fijan a una placa de sujeción de latón. A continuación, la placa de sujeción se fija a una placa de montaje de latón cuya temperatura puede controlarse y se cubre con una tapa de cristal acrílico que tiene una boca cónica. La boca cónica se alinea sobre un vial que contiene una solución detergente. A continuación, la placa de montaje se coloca sobre un solenoide que se activa cada 30 minutos. Los viales de detergente se colocan en una bandeja circular que gira a razón de un vial por hora. La activación permite levantar la placa de montaje y dejarla caer contra un tapón de goma que sacude todas las moscas emergentes de los últimos 30 minutos en el vial de detergente. Los investigadores contaron el número de moscas en cada vial para determinar las horas del día en las que la actividad de eclosión era mayor. Pittendrigh utilizó este modelo para demostrar que el reloj circadiano de la drosófila está compensado por la temperatura (lo que significa que su periodo es estable en un amplio rango de temperaturas) así como para diseñar un primer modelo teórico para las curvas de respuesta de fase.

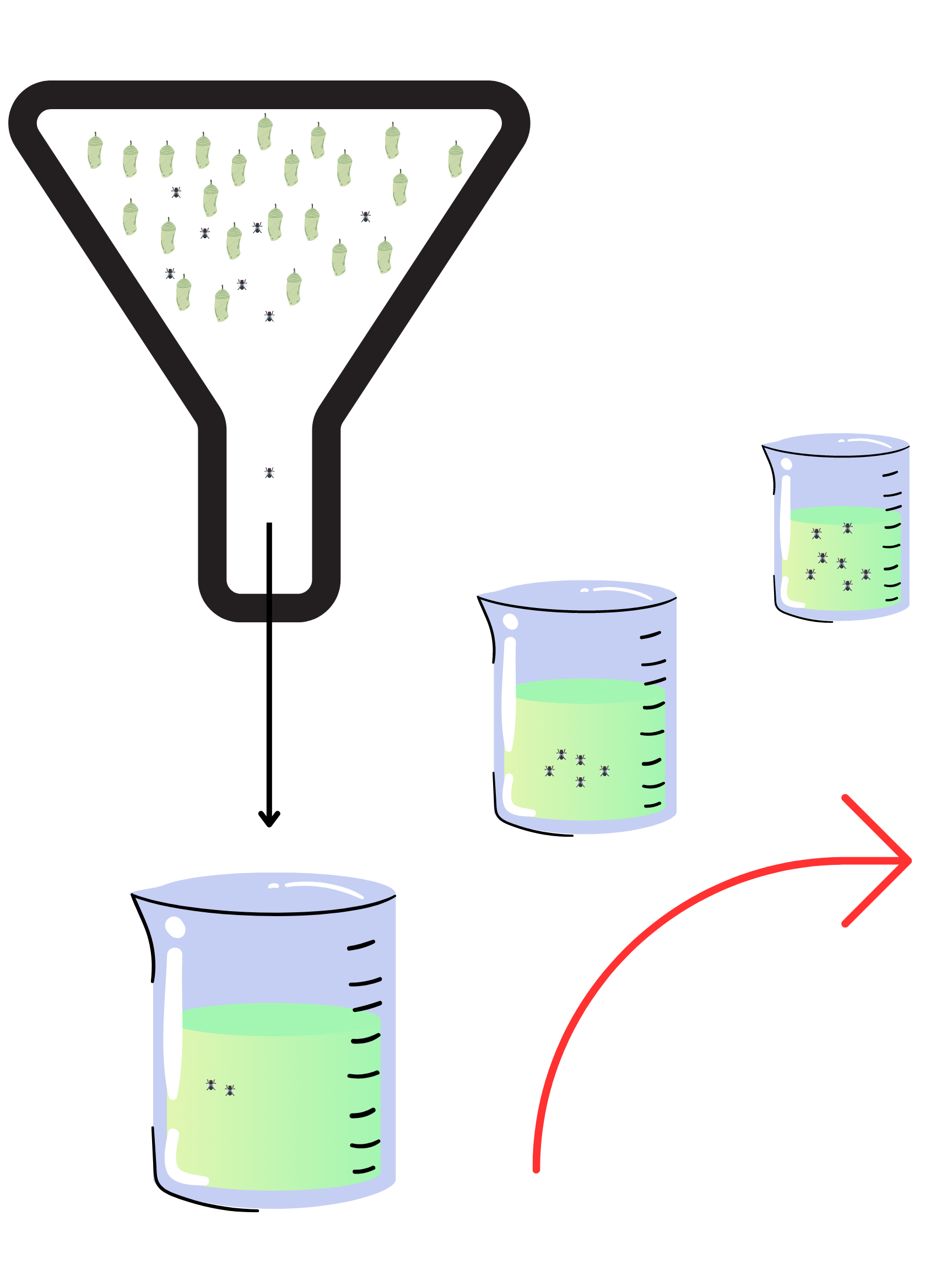
Esquema simplificado de la bang box. Las pupas (verdes) se mantienen en un plato y el recipiente que las contiene se agita a intervalos regulares para que las moscas eclosionadas (negras) caigan en viales que contienen el detergente. Estos viales están sobre una plataforma que también gira a intervalos regulares (representada por la flecha roja), lo que permite a los investigadores contar el número de moscas eclosionadas en cada intervalo de tiempo.

La bang box fue el principal medio de investigación en cronobiología en las décadas de 1960 y 1970. La aplicación de esta técnica incluye, entre otras cosas:
- determinar el impacto de los estímulos externos en el reloj biológico interno de las moscas,
- medir el ritmo circadiano de la eclosión, y
- definir cómo los alelos de los genes, como los genes del periodo, contribuyen a la presencia o a los cambios en el ritmo circadiano de Drosophila.

La bang box permite observar qué ocurre con los ritmos circadianos cuando se elimina un gen. Utilizando este método, los investigadores pudieron recoger una gran muestra de datos sobre el número de individuos eclosionados cada periodo de tiempo fijo. Además, Pittendrigh utilizó anteriormente la bang box para concluir que el ensayo de fase de oscilación se ve afectado por la curva de respuesta de fase. Investigaciones posteriores se basaron en esta relación para utilizar los ensayos de eclosión en el estudio de los ritmos circadianos. Por ejemplo, el bang box se utilizó para medir la actividad de eclosión con el fin de determinar las mutaciones del gen Clock en el cromosoma X de Drosophila que cambian drásticamente el periodo del ritmo circadiano tradicional de 24 horas.

## Sistemas modernos
Algunos dispositivos modernos de monitorización de la eclosión emplean sistemas electrónicos de recuento por infrarrojos. En estos sistemas, las pupas se pegan a un disco elevado como en la bang box original, y las moscas emergentes caen en un tubo debido a la gravedad. Las moscas caen a través de láseres infrarrojos en la base, que contienen electrónica para registrar el momento de la eclosión. Esta técnica se ha utilizado recientemente, en 2021, para evaluar cómo el reloj circadiano central regula la eclosión acoplándose a un marcapasos endocrino en la glándula protorácica.
Algunos científicos han argumentado que este modelo, aunque más avanzado que el anterior, no tiene en cuenta los cambios de temperatura y exposición a la luz presentes en el entorno natural de la mayoría de las moscas. Para resolver estos problemas, científicos de la Universidad de Würzburg diseñaron un sistema abierto de monitorización de la eclosión en el que las pupas y las moscas están expuestas a factores abióticos del entorno. Unas cámaras situadas sobre la placa de eclosión graban imágenes de las moscas cuando emergen de sus pupas. Este monitor también puede seguir la eclosión registrando el aumento de la intensidad de la luz cuando la pupa oscura se abre durante la eclosión, lo que permite que la luz de debajo de la placa llegue a la cámara. Se han utilizado sistemas de imagen similares para medir la eclosión y otros acontecimientos vitales de Drosophila, como la pupación y la muerte.

## Métodos en otros organismos
Las mediciones de la eclosión en otros organismos se han empleado en diversos estudios para estudiar la cronobiología y los ritmos circadianos. Aunque la especie que tradicionalmente se ha estudiado en experimentos de cronobiología es la Drosophila, se han realizado experimentos similares con otros organismos. La eclosión de la polilla india de la harina, Plodia interpunctella, se ha estudiado con herramientas similares a la bang box para examinar los efectos de la temperatura en los ritmos circadianos. Para estudiar los ritmos de la eclosión, se han utilizado larvas de la polilla india de la harina que no se alimentan, contando el número de adultos que emergen de la comida en pocos minutos a intervalos de una hora. En un estudio realizado en 2012 por investigadores de la Universidad de Toyama, se agrupó el número de adultos emergentes en grabaciones diarias para analizar los ritmos de eclosión de las polillas. Se registró el número de insectos que emergieron en diferentes momentos cuando las larvas se expusieron a distintas temperaturas y, por tanto, este método se utilizó para concluir que los ritmos de eclosión de las polillas de la harina de la India se compensan con la temperatura.
También se utilizaron polillas en los experimentos para estudiar los efectos de las hormonas causantes de la eclosión en la cronobiología. Estos experimentos estudiaron indirectamente la eclosión observando la plastificación de las cutículas de las alas de la polilla del gusano del tabaco, Manduca sexta. Dado que la plastificación de las cutículas hace que las alas de las polillas sean inextensibles hasta tres o cuatro horas antes de la eclosión, los científicos pueden estudiar las cutículas para, en última instancia, estudiar la eclosión. En estos estudios, la extensibilidad de las alas se mide observando el aumento de dos marcas en el ala, y la actividad de la hormona de la eclosión se mide mediante bioensayos. Así, la combinación de estas dos mediciones permite obtener conclusiones sobre cómo una hormona está relacionada con la eclosión, junto con la plastificación de la cutícula del ala.